# Folkstone
I Folkstone sono una band folk metal originaria di Bergamo. La loro musica unisce elementi provenienti dalla tradizione folk e dalle sonorità rock e metal; i loro testi sono prevalentemente ispirati a tematiche attuali, talvolta vissute in prima persona dai compositori.

## Storia
I Folkstone si formano agli inizi del 2004, pubblicando la prima demo Briganti di Montagna nel 2007. A seguito di alcune date in Italia, iniziano la stesura del primo CD: Folkstone, accompagnato da un tour che li porterà anche all'estero.
Il 2008 e il 2009 sono anni intensi per i loro tour in Italia e all'estero; e dopo diversi cambi di formazione, i Folkstone pubblicano il nuovo album Damnati ad Metalla nel 2010.
Nel 2010 il batterista Fore e il bassista Ferro lasciano la band, quest'ultimo lasciando un messaggio per i fan sul sito ufficiale del gruppo, e vengono rimpiazzati rispettivamente da Edoardo Sala e Spugna, che poi verrà a sua volta sostituito da Federico Maffei. Il nuovo album Sgangogatt viene pubblicato a maggio 2011: esso è una raccolta di brani tradizionali e originali in chiave medievale. Viene anche registrata in studio una versione acustica della canzone Vortici Scuri (da Damnati ad Metalla), liberamente scaricabile dai loro spazi web.
Nel 2012 i Folkstone si avventurano in Svezia per l'incisione del nuovo album, Il confine, che viene pubblicato il 16 marzo 2012. L'album è stato co-prodotto dai fan del gruppo bergamasco. Il gruppo ha difatti permesso ai fan di preordinare il disco senza aver ascoltato nulla dello stesso, ricevendolo in anticipo rispetto alla data ufficiale d'uscita, raccogliendo circa 400 fan.
Il 3 novembre del 2012 il gruppo chiuderà il tour a Villafranca di Verona, dove verrà anche registrato il loro primo DVD.
Il 3 novembre del 2014 è uscito Oltre... l'abisso, il quinto album in studio della band.
Il 22 settembre 2017 viene annunciata l'uscita dell'album "Ossidiana", registrato e prodotto da Tommy Vetterli, previsto per il 3 novembre 2017. Per l'occasione, la band annuncia un cambio di formazione.
Il 1º febbraio 2019 viene annunciata, con un'intervista su SpazioRock, l'uscita in data 8 marzo del nuovo album Diario di un ultimo sia in versione CD che "Deluxe" (CD + DVD Live). Il DVD Live incluso nella versione "Deluxe" dell'album è stato invece registrato alla Latteria Molloy (Brescia) durante il concerto del 19 ottobre 2018.
Il 10 settembre 2019 rilasciano sulla loro pagina ufficiale e sui loro profili social una dichiarazione riguardante un ultimo tour e il successivo scioglimento della band, previsto per la fine del 2019. Sabato 14 e domenica 15 dicembre 2019 si tengono a Bergamo gli ultimi concerti del gruppo, inizialmente non programmati all'interno del tour.
Nel 2023 annunciano la Reunion con un'esibizione prevista per il 17 Settembre come Headliner del Metal Italia Festival.
A seguito del successo della Reunion riprendono l'attività aggiornando la lineup, producendo un singolo intitolato "Macerie" e mettendo sul palco un mini tour in dicembre ("Sopra le macerie") nel quale l'apertura è affidata ai Kanseil.
Nel 2024 viene pubblicato il singolo La fabbrica dei perdenti, il gruppo intraprende un tour estivo dal titolo Non ho tempo di aspettare e pubblica la raccolta Racconti da taberna.
Il 28 febbraio 2025 esce il singolo Alabastro, primo singolo estratto dall'album Natura Morta pubblicato il 21 marzo dello stesso anno; l'album presenta alcune collaborazioni con vari artisti italiani, fra cui Modena City Ramblers, Sadist, Punkreas e Daridel.

## Formazione
- Lorenzo "Lore" Marchesi — voce[23], cornamuse, bombarde (2004- in attività)
- Roberta "Roby" Rota — cornamuse, bombarde, voce, arpa[23] (2004- in attività)
- Maurizio "Mauri" Cardullo — cornamuse, bombarde, cittern, bouzouki irlandesi, flauti[23], cori (2010- in attività)
- Edoardo "Edo" Sala — batteria, percussioni[23] (2010- in attività)
- Luca Bonometti — chitarre[23], cori (2013-in attività)
- Marco Legnani — ghironda, strumenti a corda[23] (2019, in attività)
- Giancarlo "Gianka" Percopo — cornamuse, bombarde[23] (2019, in attività)
- Silvia Bonino — arpa  (2011-2016, 2023- in attività)
- Steve Ferrovecchio — basso[23] (2023- in attività)

### Ex componenti
- Matteo Frigeni — cornamusa, ghironda, rauschpfeife, cori (2005-2019)
- Andrea Locatelli — cornamusa, percussioni, rauschpfeife, cori (2005-2019,2023)
- Federico Maffei - basso (2011-2023)
- Walter Franchi — chitarra, cori (2011-2013)
- Davide "Ferro" Ferrari — basso, cori (2004-2010)
- Marco "Fore" Forese — batteria, percussioni (2004-2010)
- Elisabetta "Becky" Rossi — arpa (2007-2009)
- Angelo "Nottola" Berlendis — chitarra (2004-2007)
- Davide "Ghera" Gherardi — chitarra (2007-2009)
- Chiara "Clara" De Sio — arpa (2009-2011)
- Spugna — basso (2010-2011)
- Luca Arzuffi — chitarra (2009-2010)

## Discografia
Album in studio
- 2008 — Folkstone
- 2010 — Damnati ad Metalla
- 2011 — Sgangogatt
- 2012 — Il confine
- 2014 — Oltre... l'abisso
- 2017 — Ossidiana
- 2019 — Diario di un ultimo
- 2025 — Natura morta

Album live
- 2010 — Feuertanz Festival 2010
- 2012 — Restano i frammenti
- 2019 — Diario di un ultimo - Deluxe Edition

Demo
- 2007 — Briganti di montagna